# هرگز نگو هرگز - ریمیکس‌ها
هرگز نگو هرگز – ریمیکس‌ها (به انگلیسی: Never Say Never – The Remixes) نام دومین آلبوم ریمیکس جاستین بیبر است. این آلبوم در ادامهٔ فیلم مستند جاستین بیبر: هرگز نگو هرگز منتشر شد.